# Champagne-au-Mont-d'Or
Champagne-au-Mont-d'Or este o comună în departamentul Rhône din sud-estul Franței. În 2009 avea o populație de 4.987 de locuitori.

## Evoluția populației
| An        | 1975  | 1982  | 1990  | 1999  | 2006  | 2009  |
| --------- | ----- | ----- | ----- | ----- | ----- | ----- |
| Populație | 4.516 | 4.763 | 4.934 | 4.955 | 4.961 | 4.987 |